# Habenaria stenochila
Habenaria stenochila är en orkidéart som beskrevs av John Lindley. Habenaria stenochila ingår i släktet Habenaria och familjen orkidéer. Inga underarter finns listade i Catalogue of Life.